# Сухото езеро (Семково)
Вижте пояснителната страница за други значения на Сухото езеро.
Сухото езеро е езеро в планината Рила - България, разположено на север от град Белица и в североизточна посока от курорта Семково и хижа „Семково“ (2 часа пеша от хижата). Разположено е в красива клекова гора в циркуса под Средния връх. Макар и наречено Сухо, езерото не пресъхва през лятото. Разположено е на 2045 метра надморска височина на циркусен праг. Дълго е 175 метра, широко 125 метра, а водната му повърхност е с площ 21,9 декара.